# Varennes-lès-Mâcon
Varennes-lès-Mâcon – miejscowość i gmina we Francji, w regionie Burgundia-Franche-Comté, w departamencie Saona i Loara.
Według danych na rok 1990 gminę zamieszkiwało 438 osób, a gęstość zaludnienia wynosiła 92 osoby/km² (wśród 2044 gmin Burgundii Varennes-lès-Mâcon plasuje się na 503. miejscu pod względem liczby ludności, natomiast pod względem powierzchni na miejscu 1250.).